# Chulak
Chulak ( - Punto d'origine ) è un mondo di finzione della serie televisiva Stargate SG-1.
Il Signore del Sistema Apophis ne fece un suo baluardo, conducendovi numerose popolazioni umane dell'antichità dalla Terra. È uno dei pochi mondi in tutta la galassia a disporre di santuari in cui sono custodite le larve dei Goa'uld.
Chulak è il pianeta dove vivono Bra'tac, Teal'c e la sua famiglia.

## Descrizione
Chulak è situato a circa 2.000 anni luce dalla Terra e ha due soli gemelli. Durante il giorno le temperature sono molto alte mentre di notte sono abbastanza basse. La superficie del pianeta è per la maggior parte coperta da conifere.

### Città di Chulak
La capitale di Chulak ha lo stesso nome del pianeta ed è posizionata in cima ad una collina, a diversi chilometri dallo Stargate (chiamato dai locali Chappa'ai). All'interno della città Apophis fece costruire dei templi per venerare la sua presunta natura divina.
Chulak è uno dei principali centri di addestramento delle milizie di Jaffa e fu il primo mondo, dopo Abydos, ad essere visitato dalla squadra del colonnello O'Neill.

## Storia
Chulak fu scoperto dai Tau'ri dell'SG-1 e dell'SG-2, dopo che il maggiore Louis Ferretti scopre il suo indirizzo Stargate su Abydos. Le due squadre vengono quindi inviate su Chulak dove però l'SG-1 viene fatta prigioniera da Apophis e i suoi Jaffa, assieme a diversi Abydosiani. O'Neill, tuttavia, riesce a convincere Teal'c, all'ora il Primo di Apophis, di poter salvare gli Abydosiani. Sapendo che in precedenza il colonnello aveva ucciso persino Ra, il Signore dei Signori del sistema, Teal'c decise di tradire Apophis ed uccide le guardie Jaffa, liberando l'SG-1 e gli abitanti di Abydos. I fuggitivi, compreso Teal'c stesso, fuggirono attraverso lo Stargate, giungendo sulla Terra.
(O'Neill e Teal'c nell'episodio 1.02 - I figli degli dei)
I Jaffa di Chulak furono i primi a ribellarsi contro i Goa'uld e, proprio per questo motivo, una volta che Apophis si impossessò delle forze di Sokar attaccò di nuovo il pianeta, tentando di re-impossessarsene. Sempre per lo stesso motivo, Chulak fu il primo pianeta della Via Lattea ad essere conquistato dagli Ori. Questa invasione aveva lo scopo di dare un segnale della loro potenza agli altri Jaffa della galassia. L'SG-1 e Bra'tac tentarono di difendere il pianeta ma fallirono e rischiarono seriamente di rimanere uccisi.
Dopo la sconfitta degli Ori non si sa cosa accadde sul pianeta.

### Realtà parallela
In una realtà parallela, in cui Apophis attacca con successo la Terra, l'Alto Comando militare statunitense invia una bomba nucleare sul pianeta, sperando invano di fermare l'invasione ma massacrando, invece, l'inerme popolazione locale.
In un'altra realtà parallela, Chulak viene invasa dagli Ori prima di quanto non accadde nella nostra.

### Linea temporale alternativa
In una linea temporale alternativa, Apophis regna ancora su Chulak.